# Wereldkampioenschappen noordse combinatie
De wereldkampioenschappen noordse combinatie zijn een onderdeel van de wereldkampioenschappen noords skiën die sinds 1924 door de FIS worden georganiseerd. Tussen 1924 en 1939 werden de WK elk jaar georganiseerd, waarbij ze in Olympische jaren, samenvielen met de Spelen. Vanaf 1948 werd er om de twee jaar om de wereldtitels gestreden en sinds 1985 worden de WK noords skiën los van de Olympische Winterspelen georganiseerd.
Hier volgt een overzicht van de medaillewinnaars:

## Gundersen
Na de vereenvoudiging van de kalender in het seizoen 2008/2009 werd deze proef in zijn oorspronkelijke vorm (2 sprongen + 15 km langlaufen) bij de WK geschrapt. In de plaats kwamen de zogenaamde Gundersen NH (1 sprong van de normale schans + 10 km langlaufen) en de Gundersen LH (1 sprong van de grote schans + 10 km langlaufen).

### Vanaf 2009
| Jaar | Plaats  | Disc. | Goud                | Goud | Zilver           | Zilver | Brons               | Brons |
| ---- | ------- | ----- | ------------------- | ---- | ---------------- | ------ | ------------------- | ----- |
| 2009 | Liberec | NH    | Todd Lodwick        | USA  | Jan Schmid       | NOR    | Bill Demong         | USA   |
| 2009 | Liberec | LH    | Bill Demong         | USA  | Björn Kircheisen | GER    | Jason Lamy-Chappuis | FRA   |
| 2011 | Oslo    | NH    | Eric Frenzel        | GER  | Tino Edelmann    | GER    | Felix Gottwald      | AUT   |
| 2011 | Oslo    | LH    | Jason Lamy-Chappuis | FRA  | Johannes Rydzek  | GER    | Eric Frenzel        | GER   |

### 1925 - 2007
| Jaar | Plaats              | Goud                 | Goud | Zilver               | Zilver | Brons               | Brons |
| ---- | ------------------- | -------------------- | ---- | -------------------- | ------ | ------------------- | ----- |
| 1925 | Janské Lázně        | Otakar Německý       | TCH  | Josef Adolf          | TCH    | Xaver Affentranger  | SUI   |
| 1926 | Lahti               | Johan Grøttumsbråten | NOR  | Thorleif Haug        | NOR    | Einar Landvik       | NOR   |
| 1927 | Cortina d'Ampezzo   | Rudolf Purkert       | TCH  | Otakar Německý       | TCH    | František Wende     | TCH   |
| 1929 | Zakopane            | Hans Vinjarengen     | NOR  | Ole Stenen           | NOR    | Esko Järvinen       | FIN   |
| 1930 | Oslo                | Hans Vinjarengen     | NOR  | Leif Skagnes         | NOR    | Knut Lunde          | NOR   |
| 1931 | Oberhof             | Johan Grøttumsbråten | NOR  | Sverre Kolterud      | NOR    | Arne Rustadstuen    | NOR   |
| 1933 | Innsbruck           | Sven Selånger        | SWE  | Antonín Bartoň       | TCH    | Harald Bosio        | AUT   |
| 1934 | Sollefteå           | Oddbjørn Hagen       | NOR  | Sverre Kolterud      | NOR    | Hans Vinjarengen    | NOR   |
| 1935 | Vysoké Tatry        | Oddbjörn Hagen       | NOR  | Lauri Valonen        | FIN    | Wilhelm Bogner      | GER   |
| 1937 | Chamonix-Mont-Blanc | Sigurd Røen          | NOR  | Rolf Kaarby          | NOR    | Arne Valkama        | FIN   |
| 1938 | Lahti               | Olaf Hoffsbakken     | NOR  | John Westbergh       | SWE    | Hans Vinjarengen    | NOR   |
| 1939 | Zakopane            | Gustav Berauer       | GER  | Gustav-Adolf Sellin  | SWE    | Magnar Fosseide     | NOR   |
| 1950 | Lake Placid         | Heikki Hasu          | FIN  | Ottmar Gjermundshaug | NOR    | Simon Slåttvik      | NOR   |
| 1954 | Falun               | Sverre Steinersen    | NOR  | Gunder Gundersen     | NOR    | Kjetil Maardalen    | NOR   |
| 1958 | Lahti               | Paavo Korhonen       | FIN  | Sverre Stenersen     | NOR    | Gunder Gundersen    | NOR   |
| 1962 | Zakopane            | Arne Larsen          | NOR  | Dmitri Kochkin       | URS    | Ole Fageras         | NOR   |
| 1966 | Oslo                | Georg Thoma          | FRG  | Franz Keller         | FRG    | Alois Kälin         | SUI   |
| 1970 | Vysoké Tatry        | Ladislav Rygl        | TCH  | Nikolai Nogovizyn    | URS    | Vjatcheslav Drjagin | URS   |
| 1974 | Falun               | Ulrich Wehling       | GDR  | Günther Deckert      | GDR    | Stefan Hula         | POL   |
| 1978 | Lahti               | Konrad Winkler       | GDR  | Rauno Miettinen      | FIN    | Ulrich Wehling      | GDR   |
| 1982 | Oslo                | Tom Sandberg         | NOR  | Konrad Winkler       | GDR    | Uwe Dotzauer        | GDR   |
| 1985 | Seefeld in Tirol    | Hermann Weinbuch     | FRG  | Geir Andersen        | NOR    | Jouko Karjalainen   | FIN   |
| 1987 | Oberstdorf          | Torbjørn Løkken      | NOR  | Trond-Arne Bredesen  | NOR    | Hermann Weinbuch    | FRG   |
| 1989 | Lahti               | Trond Einar Elden    | NOR  | Andrej Doendoekov    | URS    | Trond-Arne Bredesen | NOR   |
| 1991 | Val di Fiemme       | Fred Børre Lundberg  | NOR  | Klaus Sulzenbacher   | AUT    | Klaus Ofner         | AUT   |
| 1993 | Falun               | Kenji Ogiwara        | JPN  | Knut Tore Apeland    | NOR    | Trond Einar Elden   | NOR   |
| 1995 | Thunder Bay         | Fred Børre Lundberg  | NOR  | Jari Mantila         | FIN    | Sylvain Guillaume   | FRA   |
| 1997 | Trondheim           | Kenji Ogiwara        | JPN  | Bjarte Engen Vik     | NOR    | Fabrice Guy         | FRA   |
| 1999 | Ramsau am Dachstein | Bjarte Engen Vik     | NOR  | Samppa Lajunen       | FIN    | Dmitri Sinizyn      | RUS   |
| 2001 | Lahti               | Bjarte Engen Vik     | NOR  | Samppa Lajunen       | FIN    | Felix Gottwald      | AUT   |
| 2003 | Val di Fiemme       | Ronny Ackermann      | GER  | Felix Gottwald       | AUT    | Samppa Lajunen      | FIN   |
| 2005 | Oberstdorf          | Ronny Ackermann      | GER  | Björn Kircheisen     | GER    | Felix Gottwald      | AUT   |
| 2007 | Sapporo             | Ronny Ackermann      | GER  | Bill Demong          | USA    | Anssi Koivuranta    | FIN   |

## Sprint
Deze proef stond van 1999 tot en met 2007 op het programma. Na de vereenvoudiging van de kalender in het seizoen 2008/2009 werd deze proef bij de WK geschrapt.
| Jaar | Plaats              | Goud             | Goud | Zilver          | Zilver | Brons            | Brons |
| ---- | ------------------- | ---------------- | ---- | --------------- | ------ | ---------------- | ----- |
| 1999 | Ramsau am Dachstein | Bjarte Engen Vik | NOR  | Mario Stecher   | AUT    | Kenji Ogiwara    | JPN   |
| 2001 | Lahti               | Marko Baacke     | GER  | Samppa Lajunen  | FIN    | Ronny Ackermann  | GER   |
| 2003 | Val di Fiemme       | Johnny Spillane  | USA  | Ronny Ackermann | GER    | Felix Gottwald   | AUT   |
| 2005 | Oberstdorf          | Ronny Ackermann  | GER  | Magnus Moan     | NOR    | Kristian Hammer  | NOR   |
| 2007 | Sapporo             | Hannu Manninen   | FIN  | Magnus Moan     | NOR    | Björn Kircheisen | GER   |

## Massastart
Deze discipline stond alleen in 2009 op het programma.
| Jaar | Plaats  | Goud         | Goud | Zilver        | Zilver | Brons               | Brons |
| ---- | ------- | ------------ | ---- | ------------- | ------ | ------------------- | ----- |
| 2009 | Liberec | Todd Lodwick | USA  | Tino Edelmann | GER    | Jason Lamy-Chappuis | FRA   |

## Team
Ook wel landenwedstrijd genoemd, deze discipline stond in 1982 voor het eerst op het programma.

### 1982-2009
| Jaar | Plaats              | Goud                           | Zilver      | Brons                          |
| ---- | ------------------- | ------------------------------ | ----------- | ------------------------------ |
| 1982 | Oslo                | Duitse Democratische Republiek | Finland     | Noorwegen                      |
| 1985 | Seefeld in Tirol    | West-Duitsland                 | Noorwegen   | Finland                        |
| 1987 | Oberstdorf          | West-Duitsland                 | Noorwegen   | Sovjet-Unie                    |
| 1989 | Lahti               | Noorwegen                      | Zwitserland | Duitse Democratische Republiek |
| 1991 | Val di Fiemme       | Oostenrijk                     | Frankrijk   | Japan                          |
| 1993 | Falun               | Japan                          | Noorwegen   | Duitsland                      |
| 1995 | Thunder Bay         | Japan                          | Noorwegen   | Zwitserland                    |
| 1997 | Trondheim           | Noorwegen                      | Finland     | Oostenrijk                     |
| 1999 | Ramsau am Dachstein | Finland                        | Noorwegen   | Rusland                        |
| 2001 | Lahti               | Noorwegen                      | Oostenrijk  | Finland                        |
| 2003 | Val di Fiemme       | Oostenrijk                     | Duitsland   | Finland                        |
| 2005 | Oberstdorf          | Noorwegen                      | Duitsland   | Oostenrijk                     |
| 2007 | Sapporo             | Finland                        | Duitsland   | Noorwegen                      |
| 2009 | Liberec             | Japan                          | Duitsland   | Noorwegen                      |

### 2011
In 2011 werd er zowel een landenwedstrijd op de normale schans als een landenwedstrijd op de grote schans georganiseerd. Bij beide wedstrijden werd er door alle deelnemers één sprong gemaakt gevolgd door 4×5 kilometer langlaufen.
| Jaar | Plaats | Disc. | Goud                                                       | Goud | Zilver                                                      | Zilver | Brons                                                  | Brons |
| ---- | ------ | ----- | ---------------------------------------------------------- | ---- | ----------------------------------------------------------- | ------ | ------------------------------------------------------ | ----- |
| 2011 | Oslo   | NH    | David Kreiner Bernhard Gruber Felix Gottwald Mario Stecher | AUT  | Johannes Rydzek Eric Frenzel Björn Kircheisen Tino Edelmann | GER    | Mikko Kokslien Håvard Klemetsen Jan Schmid Magnus Moan | NOR   |
| 2011 | Oslo   | LH    | Bernhard Gruber David Kreiner Felix Gottwald Mario Stecher | AUT  | Johannes Rydzek Björn Kircheisen Eric Frenzel Tino Edelmann | GER    | Mikko Kokslien Håvard Klemetsen Jan Schmid Magnus Moan | NOR   |